# Васильев, Кузьма Андреевич
Кузьма Андреевич Васильев (1 ноября 1895 года, с. Надеждино, Уфимская губерния, Российская империя — после 1985 года,  СССР) — советский военачальник, полковник (1942).

## Биография
Родился 1 ноября 1895 года в ныне несуществующем селе  Надеждино, которое располагалось на территории нынешнего  Старокурмашевского сельсовета Кушнаренковского района Башкортостана. Русский.  С марта 1913 года работал на кондитерской фабрике купца Платонова в городе Уфа, с апреля 1914 года — рассыльным в почтово-телеграфной конторе.

### Военная служба

#### Первая мировая война и революция
В мае 1915 года был призван на военную службу и зачислен во 2-й сводный гвардейский запасной батальон в городе Старый Петергоф. В том же году окончил учебную команду и в январе 1916 года с маршевой ротой убыл на Юго-Западный фронт, где воевал младшим унтер-офицером и отделенным командиром в составе лейб-гвардии 2-го стрелкового Царскосельского полка Гвардейской стрелковой дивизии. В марте 1917 года командирован на учебу в Гатчинскую авиашколу. Окончив в ней радиотелеграфный класс, в июне был направлен в артиллерийскую школу в город Киев на должность телеграфиста. Во время Октябрьской революции 1917 г. участвовал в подавлении мятежа юнкеров в Киеве. В конце ноября Украинской радой выслан из Киева, после чего убыл в город Уфа. Там он в декабре вступил в рабочую дружину (Красную гвардию) и был назначен зав. делопроизводством. С переформированием дружины во 2-й советский полк Красной гвардии служил в нем начальником хозяйственной части.

#### Гражданская война
С февраля 1918 года командовал ротой в Уфимском продовольственном полку. В конце марта убыл в 1-й запасной полк 5-й армии в городе Сызрань и назначен в нем командиром добровольческого батальона. С декабря 1918 года по март 1919 года по болезни находился на родине в деревне Надеждино, временно находившейся на захваченной белочехами территории, затем вновь служил в 1-м и 3-м запасных стрелковых полках 5-й армии в городе Новосибирск. В их составе командиром батальона, помощником командира и командиром полка воевал против войск адмирала А. В. Колчака. С февраля 1920 года командовал Томским территориальным полком, с октября исполнял должность командующего частями особого назначения (ЧОН) Обской и Енисейской губерний. С января 1921 года был начальником окружного управления ЧОН Восточной Сибири в городе Иркутск, с апреля — инспектором ЧОН Башкирской АССР в городе Уфа.

#### Межвоенные годы
В послевоенный период с 1923 года служил в ПриВО помощником начальника командного отдела штаба округа, с 1924 года — помощником начальника территориального округа 8-й кавалерийской дивизии в городе Оренбург. С октября 1927 года по октябрь 1928 года проходил подготовку на КУВНАС войск охраны НКПС в Москве, затем занимал должности начальника стрелковой охраны Ташкентской, Самаро-Златоустовской и Западной железных дорог. С марта 1931 года был начальником оперативного отдела Управления войск НКВД Московской области. С декабря 1933 года командовал 22-м полком войск НКВД в городе Воронеж, с мая 1937 года — 71-м полком войск НКВД в городе Хабаровск. С 28 августа по 20 декабря 1939 года находился под следствием органов НКВД в городе Хабаровск, затем был уволен из НКВД по ст. 43, п. «б». 5 апреля 1940 городе зачислен в кадры РККА и назначен командиром отдельного стрелкового батальона ПрибОВО в городе Шакяй.

#### Великая Отечественная война
С началом  войны  с батальоном участвовал в приграничном сражении на Северо-Западном фронте. 20 сентября 1941 года он назначается заместителем командира 759-го стрелкового полка 163-й стрелковой дивизии, которая в составе 34-й армии находилась в обороне в районе Крутики. С 8 января вступил в командование этим полком и участвовал в Демянской наступательной операции, в боях по прорыву обороны противника в районе Сухой Ветоши и наступлении у Лычково. 25 апреля 1942 года подполковник  Васильев назначается заместителем командира 241-й стрелковой дивизии. 8 мая принял командование 163-й стрелковой дивизией. В сентябре ее части вновь участвовали в наступлении на Лычково (северо-восточнее Демянска). Сбив боевое охранение противника, они прорвать его оборону не смогли и перешли к обороне на рубеже нас. пунктов Беглово и Выдерка. С 8 января 1943 года дивизия вошла в состав 11-й армии и участвовала в Демянской наступательной операции по уничтожению группировки противника в Демянском выступе. В ходе боевых действий полковник  Васильев не проявил достаточной требовательности к подчиненным по выполнению ими боевых задач, что привело к необоснованным потерям личного состава и техники. 19 марта он был отстранен от должности и зачислен в распоряжение Военного совета Северо-Западного фронта. 6 июня убыл на учебу в Высшую военную академию им. К. Е. Ворошилова, по окончании ускоренного курса которой в мае 1944 года направлен в распоряжение Военного совета 2-го Прибалтийского фронта. С 16 мая допущен к командованию 46-й гвардейской стрелковой дивизией, входившей в состав 10-й гвардейской армии. В июне она была включена в 6-ю гвардейскую армию 1-го Прибалтийского фронта и участвовала в Белорусской, Витебско-Оршанской и Полоцкой наступательных операциях. Ее части 25 июня форсировали реку Западная Двина в районе пос. Стрелка, Храповщина и, преследуя отходящего противника, вышли к северо-западной окраине города Бешенковичи. Развивая наступление, дивизия овладела городом и рядом деревень, форсировала реку Ушача, перерезала ж. д. Полоцк — Крулевщизна и к 30 июня вышла на рубеж Подпилки — Лушки — Путреница, где перешла к обороне. С 5 июля дивизия вновь перешла в наступление и участвовала в Шяуляйской наступательной операции, в освобождении города Кокишкис (31 июля). В октябре дивизия в составе 6-й гвардейской армии 1-го Прибалтийского фронта принимала участие в Мемельской наступательной операции. 21 ноября 1944 года он был отстранен от командования и в январе 1945 года назначен заместителем командира 9-й запасной стрелковой дивизии ОрВО.
За время  войны комдив Васильев был один раз персонально упомянут в благодарственных в приказах Верховного Главнокомандующего.

#### Послевоенное время
После войны продолжал служить в той же дивизии. С ее расформированием в октябре зачислен в распоряжение Военного совета округа. 14 декабря 1945 года гвардии полковник Васильев уволен в запас..

## Награды
- орден Ленина (21.02.1945)[5][6]
- три ордена Красного Знамени (02.01.1942[7], 11.07.1944[8], 03.11.1944[9][6])
- орден Отечественной войны II степени (06.04.1985)[10]
  - медали в том числе:
  - «За победу над Германией в Великой Отечественной войне 1941—1945 гг.» (1945)
  - «Ветеран Вооружённых Сил СССР» (1976)

Приказы (благодарности) Верховного Главнокомандующего в которых отмечен К. А. Васильев.
- За прорыв глубоко эшелонированной обороны противника юго-восточнее города Рига, овладении важными опорными пунктами обороны немцев — Бауска, Иецава, Вецмуйжа и на реке Западная Двина — Яунелгава и Текава, а также занятии более 2000 других населённых пунктов. 19 сентября 1944 года.  № 189.